# Yesterdays (Yes-Album)
Yesterdays ist eine Kompilation der ersten beiden Alben der englischen Progressive-Rock-Gruppe Yes und erschien 1975. Es ist die erste weltweit veröffentlichte Kompilation und das neunte Album der Band.

## Inhalt
Kurz nach der Veröffentlichung von Relayer Ende 1974 erschien am 27. Februar 1975 Yesterdays, eine Zusammenstellung älterer Stücke aus der Anfangsphase der Band 1969–1972. Ist Relayer eines der unzugänglichsten Werke von Yes, versammelt Yesterdays mit der Ausnahme von America vergleichsweise einfache Stücke.
America, eine Coverversion des gleichnamigen Paul-Simon-Liedes, war bereits 1970 fest im Live-Programm von Yes und wurde 1972 für die Atlantic-Records-Kompilation The New Age of Atlantic erstmals aufgenommen. Die Plattenfirmen veröffentlichten damals häufiger solche Kompilationen, um ihre Bands bekannt zu machen. Es gibt kaum einen Atlantic-Sampler aus dieser Zeit, auf dem nicht ihre beiden Zugpferde, Led Zeppelin und Yes, vertreten sind. America wurde von Yes von 3:36 (Originalversion von Simon and Garfunkel) auf 10:34 ausgebaut (auf der LP steht unrichtig „9:40“). Live konnte die Band den Song durch diverse Soli auf weit über zwanzig Minuten ausdehnen.

## Titelliste
1. America – 10:34
2. Looking Around – 4:04
3. Time And A Word – 4:33
4. Sweet Dreams – 3:50
5. Then – 5:49
6. Survival – 6:24
7. Astral Traveller – 5:57
8. Dear Father – 4:20

Anmerkungen
- America ist eine Aufnahme von 1972, die erstmals auf dem Label-Sampler The New Age of Atlantic erschienen war. Das Stück wurde separat zwischen den Arbeiten an Fragile und Close to the Edge aufgenommen. Da es bereits vor dem Beitritt des Keyboarders Rick Wakeman von der Band live gespielt wurde, weigerte sich dieser, an der Aufnahme mitzuwirken, so dass die Keyboards hier in weiten Passagen von Schlagzeuger Bill Bruford gespielt wurden. Die Basslinie am Beginn des Stückes zitiert Leonard Bernsteins America aus dem Musical West Side Story. Eine auf 4:06 gekürzte Version von America erschien auch 1972 als Atlantic-Single. Die B-Seite war Total Mass Retain (3:16) vom Album Close to the Edge.
- Looking Around und Survival stammen vom Debütalbum Yes (1969).
- Time And A Word, Sweet Dreams, Then und Astral Traveller stammen vom Album Time and a Word (1970).
- Dear Father stammt von der Single Sweet Dreams/Dear Father (1970). Der Song ist auch auf der Rhino-Records-Version von Time And A Word (2003) enthalten und war die B-Seite der Bernstein-Cover-Single Something's Coming.

## Cover
Yesterdays hat zwei Vorderseiten, die vom Fantasy-Künstler Roger Dean als austauschbar konzipiert waren. Die standardmäßige Vorderseite zeigt zwei verdorrte, in sich verschlungene Baumstämme an den Rändern links und rechts. Rechts oben befindet sich das klassische Yes-Logo und der Albumtitel. In der Bildmitte frei schwebend eine junge, unbekleidete Frau, die in ihrer Haltung an das Time-and-a-Word-Cover erinnert. Laut Dean geht dieses Detail auf Giovanni Segantinis Bild Die Strafe der Wollüstigen von 1891 zurück.
Die „Rückseite“ zeigt zwei blaue unbekleidete Kinder in der freien Natur bei einem Baum über einem Sumpf. Der Junge steht mit dem Rücken zum Betrachter und wird – bis heute befremdlich – beim Wasserlassen gezeigt. Das Mädchen blickt dem Betrachter direkt ins Auge. Links oben wiederholt sich der Albumtitel.
Auf jeder Seite befinden sich links vier Fotos der Musiker, rechts stehen einige Information zu den Stücken, Komponisten, Musikern, Produzenten und der ursprünglichen Veröffentlichung. Dabei wird Dear Father fälschlich dem Album Time and a Word zugeschrieben, was lediglich für die deutsche Pressung des Albums zutrifft. Dieser Fehler zieht sich durch alle LP- und CD-Versionen bis zu heutigen Tag.
In einigen Abbildungen dieses Cover sind die Bilder zensiert: Äste verdecken die Brüste der Frau auf der Vorderseite und den Hüftbereich der Kinder einschließlich des Urinstrahls des Jungen.
Die Bilder spielen auf die Kindheit der Yes-Mitglieder und das Cover von Time and a Word an.

## Besetzung
auf America:
- Jon Anderson: Gesang
- Bill Bruford: Schlagzeug, Keyboards
- Steve Howe: Gitarre, Gesang
- Chris Squire: Bass, Gesang
- Rick Wakeman: Keyboards

auf den restlichen Aufnahmen:
- Jon Anderson: Gesang
- Bill Bruford: Schlagzeug
- Peter Banks: Gitarre, Gesang
- Tony Kaye: Orgel
- Chris Squire: Bass, Gesang